# Scelimena nitidogranulosa
Scelimena nitidogranulosa är en insektsart som beskrevs av Günther, K. 1938. Scelimena nitidogranulosa ingår i släktet Scelimena och familjen torngräshoppor. Inga underarter finns listade i Catalogue of Life.